# 张家营子镇
张家营子镇，是中华人民共和国辽宁省朝阳市建平县下辖的一个乡镇级行政单位。

## 行政区划
张家营子镇下辖以下地区：
张家营子村、化石里沟村、青山村、勿心吐鲁村、七官营子村、于家窝铺村、下七家村、海棠村、红伟村和姚家窝铺村。